# 윤재석
윤재석(尹宰晳, 2003년 10월 22일 ~ )는 대한민국의 축구 선수이다. 포지션은 오른쪽 윙어, 중앙 미드필더, 오른쪽 풀백이다. 현재 K리그1 울산 HD 소속이다.